# George Wellington

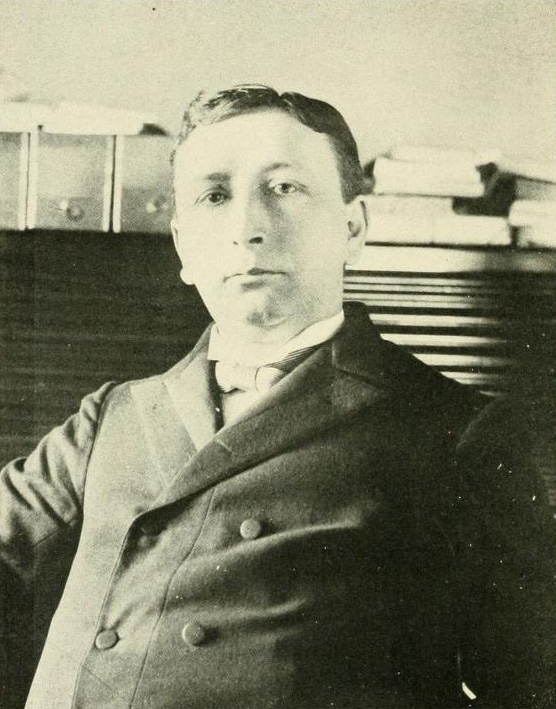
George Wellington

George Louis Wellington, född 28 januari 1852 i Cumberland, Maryland, död 20 mars 1927 i Cumberland, Maryland, var en amerikansk politiker. Han representerade delstaten Maryland i båda kamrarna av USA:s kongress, först i representanthuset 1895-1897 och sedan i senaten 1897-1903.
Wellington gick med i republikanerna. Han kandiderade utan framgång till representanthuset i kongressvalet 1892. Han blev sedan invald i representanthuset i kongressvalet 1894. Han efterträdde 1897 Charles Hopper Gibson som senator för Maryland. Han ställde inte upp för omval och efterträddes 1903 som senator av Arthur Pue Gorman. Wellington bytte parti till Progressiva partiet och kandiderade ännu 1913 utan framgång till senaten.
Wellington avled 1927 och gravsattes på Rose Hill Cemetery i Cumberland.